# Leny van Grootel
Leny van Grootel (6 maart 1950, Nijmegen) is een Nederlandse kinderboekenschrijfster.

## Biografie
Leny van Grootel-Dibbets ging na de middelbare school naar de Pedagogische Academie in Hengelo werken in het basisonderwijs (1972-1978) en daarna bij de KRO in de redactie van Studio Jong (tot 1992) en in de redactie van KLAP (tot 1996). In 1992 debuteerde zij als kinderboekenschrijver in het fonds van Uitgeverij Holland met het versjesboek Willemijntje. Deze versjes waren eerder los verschenen in Studio Jong. Sindsdien schrijft ze boeken voor kinderen die nog maar net kunnen lezen of niet zo goed kunnen lezen, zoals de Anti-horror-heks en Nog één keer toveren. Daarnaast schrijft ze voor kinderen vanaf tien jaar over onder andere de tenniswereld en ballet. Haar boeken voor jonge kinderen hebben fantasie elementen, de boeken voor kinderen vanaf 10 jaar spelen zich af in de realiteit. De hoofdpersonen zijn vaak buitenstaanders zonder veel vrienden.
De flipperkoning, Hanna en De anti-horrorheks leverden haar prijzen op van diverse plaatselijke kinderjury’s. In 2009 werd Oena Loena genomineerd voor De Wentelprijs (juryprijs, onderdeel van De Prijzen der Brabantse Letteren).
Vanaf 2017 heeft Leny zich voornamelijk beziggehouden met het vertalen van kinderboeken. Onder andere de serie: Gangsterschool  uit het Engels en het boek: Fish in a tree (Vis in een boom) ook uit het Engels) In 2023 ontving haar vertaling van het Franse boek Le fils de l'Ursari (De zoon van de berentemmer) een Zilveren Griffel. Het kwam uit bij Uitgeverij Ploegsma